# Lingua soraba inferiore
La lingua soraba inferiore, chiamata anche basso sorabo, serbo-lusaziano inferiore o lusaziano inferiore  (dolnoserbski) è una lingua soraba parlata in Germania, nella regione della Lusazia, parte del Brandeburgo.

## Distribuzione geografica

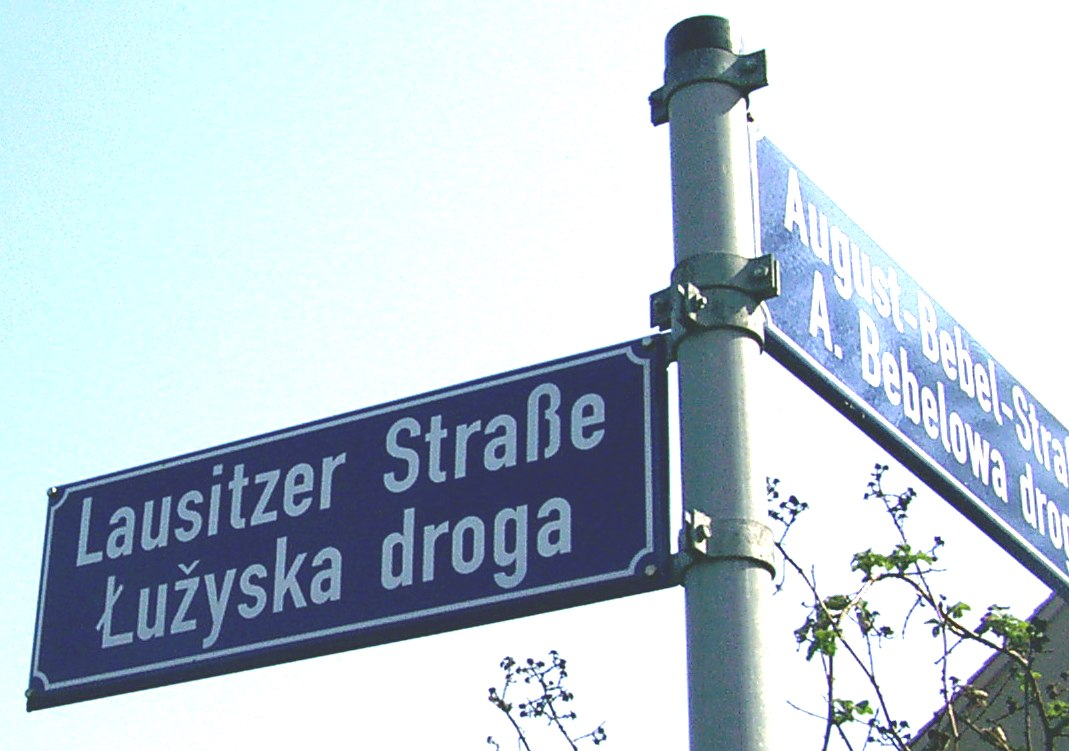
Segnaletica bilingue (tedesco e sorabo inferiore) a Cottbus

Secondo Ethnologue, il sorabo inferiore è parlato nella città di Cottbus e nei territori circostanti. Il numero dei locutori è stimato in 6670 persone.

## Classificazione
Secondo Ethnologue, la classificazione della lingua soraba inferiore è la seguente:
- Lingue indoeuropee
  - Lingue slave
    - Lingue slave occidentali
      - Lingue sorabe
        - Lingua soraba inferiore

## Sistema di scrittura
Per la scrittura viene utilizzato l'alfabeto latino.